# Denis Avey
Denis Avey (ur. 11 stycznia 1919, zm. 20 lipca 2015) – brytyjski uczestnik II wojny światowej, inżynier.
Avey urodził się w 1919 roku w hrabstwie Essex. W roku 1939 wstąpił do brytyjskiej armii, służył w 7 Dywizji Pancernej. Podczas walk na Pustyni Libijskiej dowodził transporterem Universal Carrier. Został ranny w bitwie pod Sidi Rezegh i trafił do niewoli. Wiozący go do Włoch statek został storpedowany, ale Avey dopłynął wpław do okupowanej Grecji, gdzie został aresztowany i osadzony w obozie jenieckim, z którego podjął próbę ucieczki. Po nieudanej ucieczce został przeniesiony do obozu pracy w Monowicach niedaleko fabryki IG Farben.
Podczas pobytu w obozie dwukrotnie przebierał się w strój żydowskiego więźnia i wchodził do pobliskiego obozu Auschwitz III-Monowitz, w którym obserwował działania nazistów wobec Żydów. Prawdziwość jego relacji o wchodzeniu do obozu Monowitz jest w części opinii kwestionowana. Pod koniec wojny jego obóz ewakuowano przed nadchodzącą Armią Czerwoną, wycieńczony z głodu Avey zbiegł wówczas w okolicach Pilzna. Następnie został przewieziony do Wielkiej Brytanii.
Po wojnie pracował jako inżynier. Po kilkudziesięciu latach wystąpił w programie radiowym o emeryturach wojennych, w którym poruszył temat swoich doświadczeń wojennych. Wkrótce później udzielił wywiadu dziennikarzowi BBC, Robowi Broomby’emu.
W roku 2010 odznaczony tytułem Bohater Holokaustu, rok później ukazała się pod redakcją Roba Broomby’ego książka będąca zapisem jego wspomnień, Człowiek, który wkradł się do Auschwitz.